# Almaș, Arad
Almaș este satul de reședință al comunei cu același nume din județul Arad, Crișana, România. Localitatea este renumită pentru practicarea jocului sportiv național român, oina.

## Istorie și cultură
Satul Almaș este atestat documentar pentru prima dată în anul 1334. Pe teritoriul satului a fost descoperit în anul 1964 un tezaur alcătuit din 200 monede dacice.